# Frank Wilczek
Frank Wilczek (New York, 15 maggio 1951) è un fisico statunitense, vincitore del premio Nobel del 2004.

## Biografia
Nato a New York da padre polacco e madre italiana, la famiglia della madre è originaria di Sant'Angelo dei Lombardi.
Nel 1970 si è laureato in matematica all'Università di Chicago, nel 1972 ha ottenuto il Master in matematica e nel 1974 il PhD in fisica, entrambi all'Università di Princeton.
Nel 1973, lavorando insieme a David Gross, è giunto alla scoperta della libertà asintotica, importante avanzamento per una più approfondita comprensione della cromodinamica quantistica (QCD), che ha permesso di completare il quadro del Modello standard, la teoria di riferimento delle interazioni fondamentali. Per tali studi ha ricevuto, unitamente a Gross e Hugh David Politzer, il premio Nobel per la fisica nel 2004.
Ricopre la cattedra di Herman Feshbach Professor of Physics al Massachusetts Institute of Technology

## Opere
- Frank Wilczek, Una bellissima domanda. Scoprire il disegno profondo della natura, 2016, Giulio Einaudi Editore
- Frank Wilczek, La musica del vuoto, 2007, Di Renzo Editore
- Frank Wilczek, La leggerezza dell'essere. La massa, l'etere e l'unificazione delle forze, 2009, Giulio Einaudi Editore
- Frank Wilczek, I fondamentali. La fisica in dieci parole chiave, 2021, Giulio Einaudi Editore

### Articoli
(articoli in formato.pdf)
- Quark Description of Hadronic Phases Archiviato il 24 luglio 2006 in Internet Archive.
- Continuity of Quark and Hadron Matter Archiviato il 24 luglio 2006 in Internet Archive.
- High Density Quark Matter and the Renormalization Group in QCD with Two and Three Flavors Archiviato il 24 luglio 2006 in Internet Archive.
- Color-Flavor Locking and Chiral Symmetry Breaking in High Density QCD Archiviato il 24 luglio 2006 in Internet Archive.
- Fermion Masses, Neutrino Oscillations, and Proton Decay in the Light of SuperKamiokande
- Quantum Field Theory Archiviato il 24 luglio 2006 in Internet Archive.
- Riemann-Einstein Structure from Volume and Gauge Symmetry Archiviato il 24 luglio 2006 in Internet Archive.
- A Chern-Simons Effective Field Theory for the Pfaffian Quantum Hall State Archiviato il 24 luglio 2006 in Internet Archive.